# Illies
Illies [ili] est une commune française située dans le département du Nord, en région Hauts-de-France. Elle fait partie de la Métropole européenne de Lille.

## Géographie

### Localisation
|           | Aubers | Herlies     |
| Lorgies   | Illies |             |
| La Bassée | Salomé | Marquillies |

### Hydrographie

#### Réseau hydrographique
La commune est située dans le bassin Artois-Picardie. Elle est drainée par la rivière Des Layes, le Grand Moisnil, les Quatre Chemins et un autre petit cours d'eau,.
La Rivière des Layes, d'une longueur de 26 km, prend sa source dans la commune de Herlies et se jette  dans la Vieille lys d'armentières à Armentières, après avoir traversé onze communes. 
La Libaude, d'une longueur de 10 km, prend sa source au sud de la commune de Fournes-en-Weppes coule globalement du nord-est vers le sud-ouest et se jette  dans le Courant Saint-Martin et le Flot de Wingles au sud de la commune de Marquillies, après avoir traversé six communes. 

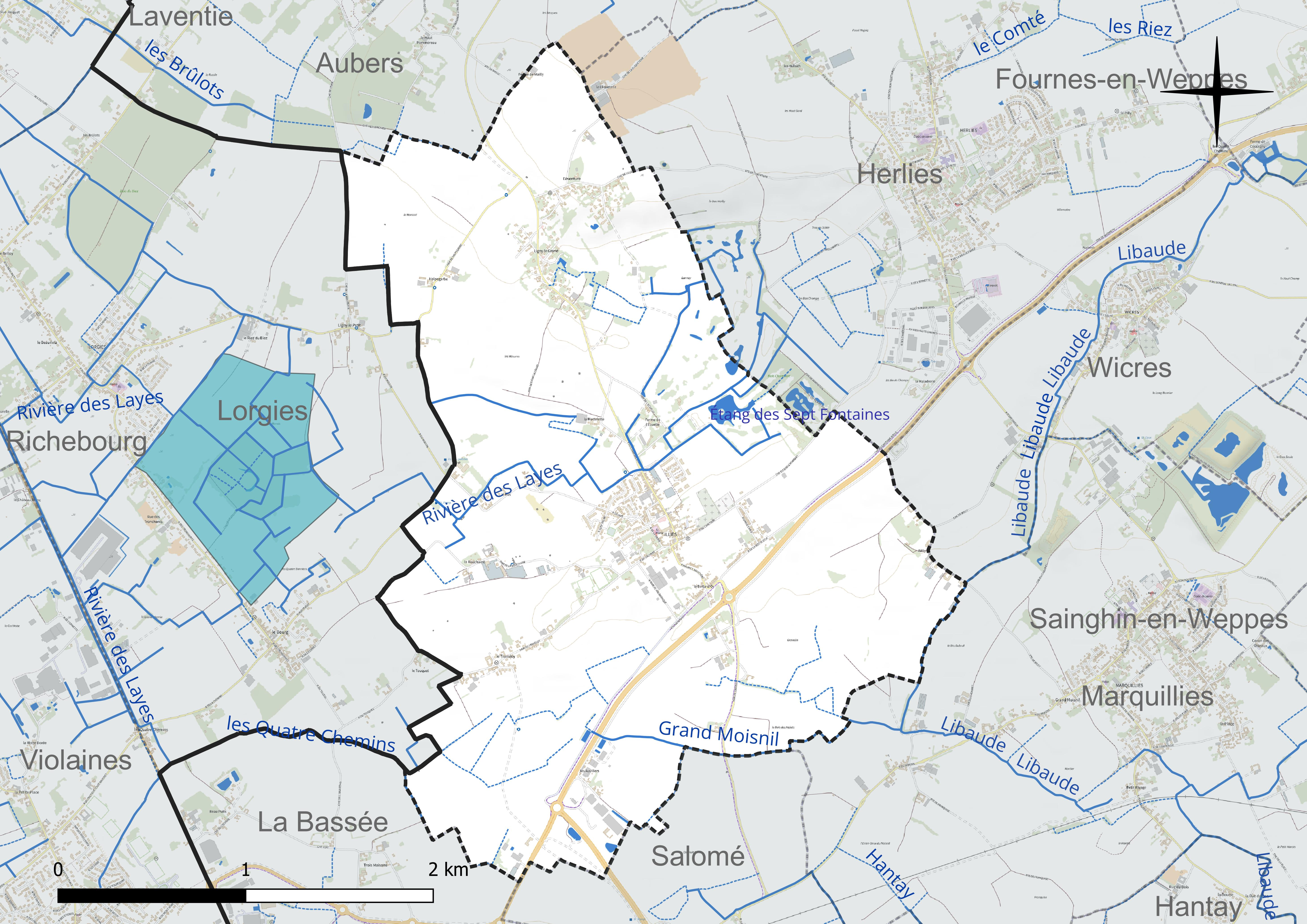
Réseau hydrographique d'Illies.

#### Gestion et qualité des eaux
Le territoire communal est couvert par le schéma d'aménagement et de gestion des eaux (SAGE) « Lys ». Ce document de planification concerne un territoire de 1 835 km2 de superficie, délimité par le bassin versant de la Lys. Le périmètre a été arrêté le 29 mai 1995 et le SAGE proprement dit a été approuvé le 6 août 2010, puis révisé le 20 septembre 2019. La structure porteuse de l'élaboration et de la mise en œuvre est le syndicat mixte pour l'élaboration du SAGE de la Lys (SYMSAGEL). 
La qualité des cours d'eau peut être consultée sur un site dédié géré par les agences de l'eau et l'Agence française pour la biodiversité. 

### Climat
Pour des articles plus généraux, voir Climat des Hauts-de-France et Climat du Nord.
En 2010, le climat de la commune est de type climat océanique dégradé des plaines du Centre et du Nord, selon une étude du CNRS s'appuyant sur une série de données couvrant la période 1971-2000. En 2020, Météo-France publie une typologie des climats de la France métropolitaine dans laquelle la commune est exposée à un climat océanique et est dans la région climatique  Nord-est du bassin Parisien, caractérisée par un ensoleillement médiocre, une pluviométrie moyenne régulièrement répartie au cours de l'année et un hiver froid (3 °C). 
Pour la période 1971-2000, la température annuelle moyenne est de 10,4 °C, avec une amplitude thermique annuelle de 14 °C. Le cumul annuel moyen de précipitations est de 701 mm, avec 12,3 jours de précipitations en janvier et 8,9 jours en juillet. Pour la période 1991-2020, la température moyenne annuelle observée sur la station météorologique la plus proche, située sur la commune de Lesquin à 20 km à vol d'oiseau, est de 11,3 °C et le cumul annuel moyen de précipitations est de 740,0 mm,. Pour l'avenir, les paramètres climatiques de la commune estimés pour 2050 selon différents scénarios d'émission de gaz à effet de serre sont consultables sur un site dédié publié par Météo-France en novembre 2022.

## Urbanisme

### Typologie
Au 1er janvier 2024, Illies est catégorisée bourg rural, selon la nouvelle grille communale de densité à sept niveaux définie par l'Insee en 2022.
Elle appartient à l'unité urbaine de Béthune, une agglomération inter-départementale regroupant 94  communes, dont elle est une commune de la banlieue,,. Par ailleurs la commune fait partie de l'aire d'attraction de Lille (partie française), dont elle est une commune de la couronne,. Cette aire, qui regroupe 201 communes, est catégorisée dans les aires de 700 000 habitants ou plus (hors Paris),.

### Occupation des sols
L'occupation des sols de la commune, telle qu'elle ressort de la base de données européenne d'occupation biophysique des sols Corine Land Cover (CLC), est marquée par l'importance des territoires agricoles (88,5 % en 2018), en diminution par rapport à 1990 (94,1 %). La répartition détaillée en 2018 est la suivante : 
terres arables (77,7 %), zones agricoles hétérogènes (10,8 %), zones urbanisées (6,6 %), espaces verts artificialisés, non agricoles (4,8 %). L'évolution de l'occupation des sols de la commune et de ses infrastructures peut être observée sur les différentes représentations cartographiques du territoire : la carte de Cassini (XVIIIe siècle), la carte d'état-major (1820-1866) et les cartes ou photos aériennes de l'IGN pour la période actuelle (1950 à aujourd'hui).

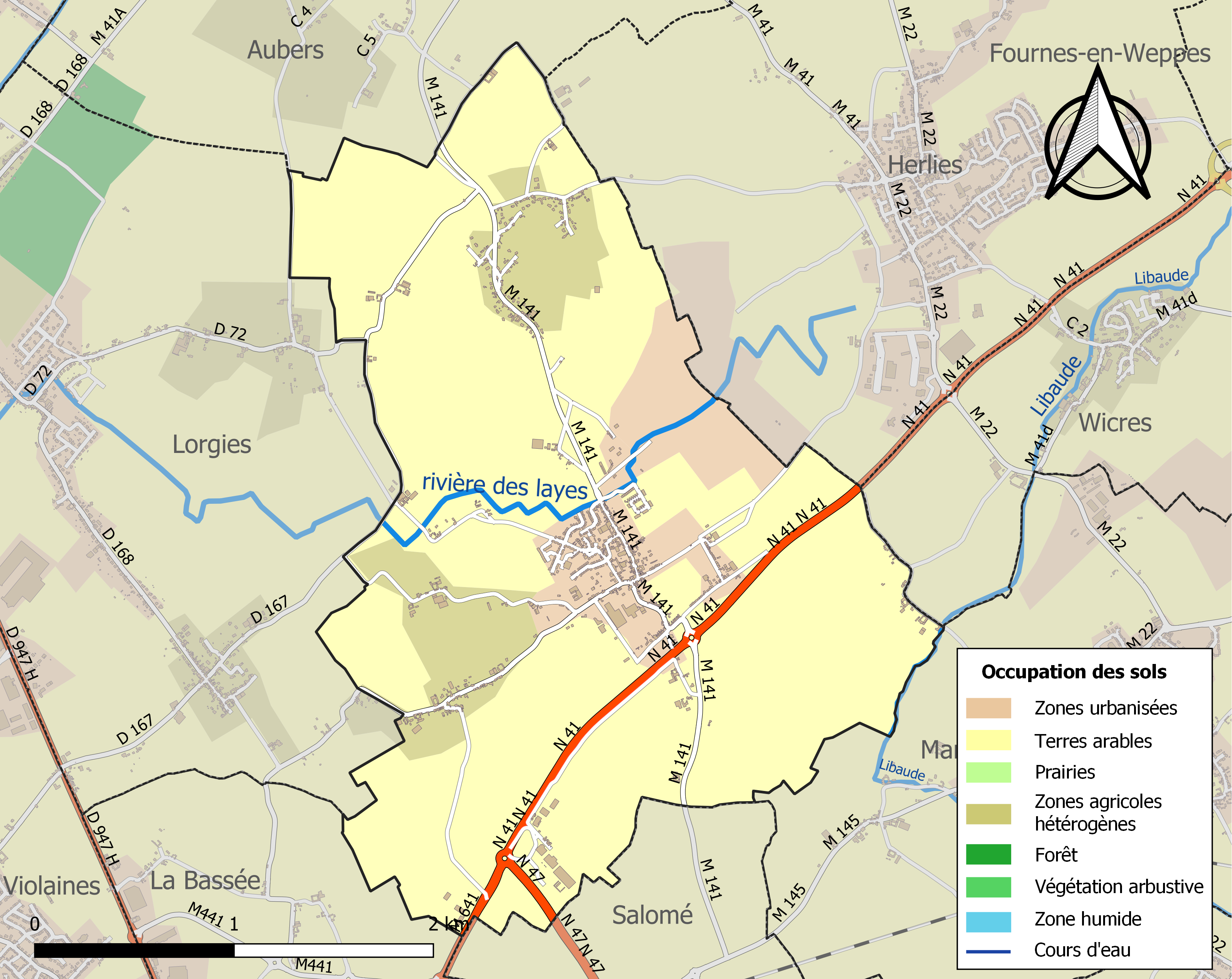
Carte des infrastructures et de l'occupation des sols de la commune en 2018 (CLC).

### Voies de communication et transports
Illies est desservie par la rocade des Weppes, qui la relie à l'agglomération lilloise, et par la route nationale 47 qui la relie à Lens et à la rocade minière.
La gare de Salomé sur la ligne de Fives à Abbeville est proche de la commune d'Illies et assure sa desserte. Cette gare est desservie par des TER Hauts-de-France de la ligne C50 reliant Béthune et Lille-Flandres.
La commune est desservie, en 2023, par les lignes 62, 236, 930, 932, 933, 934, 935 et par les lignes de transport à la demande 22R, 25R, 28R, 62R et 74R du réseau Ilévia.

## Toponymie
La particularité essentielle du village d'Illies est d'avoir un bourg qui concentre l'essentiel des activités de la commune, mais aussi des hameaux présentant image, personnalité et fonctions propres. La toponymie d'Illies et de ses lieux-dits a été étudiée en détail dans l'ouvrage Illies et ses lieux-dits de Chantal Dhennin-Lalart.

## Histoire

### Avant laRévolution française

#### La seigneurie et les seigneurs
La seigneurie d'Illies, tenue du châtelain de Lille, comprenait un manoir sur motte entourée d'eau, sept bonniers d'héritages, un moulin à vent, des rentes dues par vingt hôtes et tenants et plusieurs hommages.
Le seigneur d'Illies avait le droit de faire porter la chandelle chaque année, le mercredi de la Pentecôte, en certain lieu de sa seigneurie, nommé le Riez de l'Escoeul, et d'y faire l'ébattement ordinaire du jour ; de faire tirer l'oiselet ou le gay le jour
de Pâques closes, en tel lieu de sa seigneurie que bon lui semblait, en donnant une quenne[Quoi ?] d'étain; de se faire rendre les comptes des marguilliers et des ministres des pauvres.
L'abbaye de Loos possédait des biens à Illies, entre autres le manoir de l'Escoeul, près du grand chemin conduisant au moustier d'Illies. Pierre Carpentier, trentième abbé de Loos, était né à Illies.
Dans un acte de la fin du XIIe siècle, Wautier, doyen de La Bassée, fait savoir que se trouvant dans l'église d'Illies, où étaient beaucoup d'ecclésiastiques et de laïques, Hugues, chevalier d'Illies s'approcha de l'autel, en présence de l'assemblée, et offrit, per virgam et cespitem, à l'abbaye de Loos un jardin et le champ voisin, provenant de Godin, avec la seule réserve d'un cens annuel de onze deniers, payables à la Noël.
Pierre dit Bruniel ou Bruniau, écuyer, était sire d'Illies et homme du châtelain de Lille en 1344 et 1347. On rencontre successivement comme seigneur d'Illies : Pierre Le Brun, chevalier, en 1389 ; Marc d'Illies ; Pierre d'Illies, écuyer, fils de feu Marc et de demoiselle Jeanne de Canteleu, en 1455 ; Jennin  d'Illies fils de Pierre, en 1456. Après eux vint, en 1467, Jean de Ligny, dit Gallois, le conseiller du châtelain Louis de Luxembourg. Gallois trépassa, le 15 mars 1472, et eut sa sépulture à gauche du grand autel d'Illies. Marguerite de Ligny, sans doute fille de Gallois, était dame d'Illies en 1478 ; elle avait épousé Robert de Marquillies, dit Jennart, et lui avait donné Antoine de Marquillies, seigneur d'Illies en 1501.
Quelques années plus tard, dès 1510, paraît Frédéric de Melun, seigneur d'Illies, de Gamans à Illies et de Hingettes, fils bâtard de Jean de Melun, chevalier, seigneur d'Epinoy. Le bâtard de Melun, échanson de Charles, archiduc d'Autriche, en 1512, épousa, par contrat du 15 juillet 1513, Antoinette de Willerval, fille de Jean, écuyer, seigneur de Cottenes, et fut gouverneur, bailli et capitaine du château de Béthune, en 1522. Il laissa trois enfants auxquels il partagea ses biens, le 9 septembre 1547 et dont l'aîné suit.
Pierre de Melun, chevalier, seigneur de Cottenes/Cottes, de Hingettes, d'Illies et de Gamans, épousa, par contrat du 11 septembre 1547 ; Philippe de Chables, dame de Bailleulmont ;  elle était veuve en 1584,ayant eu six enfants, entre autres :
- Adrien 1er, de Melun, seigneur de Cottenes.
- Hugues de Melun, qui suit.
- Anne de Melun, mariée à Louis de Mailly, seigneur de Quesnoysur-Deûle, fils d'Edme et de Gabrielle d'Oignies.

Hugues de Melun, chevalier, seigneur d'Illies et de Gamans, épousa Marguerite Le Vasseur, fille de Jean (ou Julien), seigneur de Werquigneul, dont il eut 13 enfants. Le cinquième, Barthélemy François de Melun, fut seigneur d'Illies et d'Omicourt. Il vivait, en 1696, avec Marie-Elisabeth Obbert, sa femme. Leur fille, Marie Anne-Françoise de Melun, héritière d'Illies, épousa, le 8 septembre 1698, son parent Adrien-Frédéric de Melun, chevalier, seigneur de Cottenes, arrière-petit-fils d'Adrien 1er seigneur de Cottenes. Adrien Frédéric vivait encore en 1725, ayant au moins une fille, Adrienne-Louise-Isabelle
de Melun, qui épousa, le 6 juillet 1734, Guy-Louis, chevalier de Guines, titré ensuite comte de Guines de Souastre. Il mourut à Paris en janvier 1763, ayant pour successeur son fils Adrien-Louis de Bonnières, comte de Souastre, dit le comte de Guines et ensuite le duc de Guines, naquit le 14 avril 1735, fut colonel du régiment de Navarre en 1761, brigadier des armées du roi, en 1762. Sa femme, Caroline-Françoise-Philippine de Montmorency, était fille de Louis-François, appelé prince de Montmorency, seigneur de Neuville-Witasse, et de Marie-Anne-Thérèse, baronne de Blin. Adrien-Louis, duc de Guines, seigneur d'Illies, prit part en ces qualités à l'assemblée des nobles du Bailliage de Lille, appelée à élire les députés aux États-Généraux de 1789.

#### Fiefs sis à Illies
Charlet (le demi-bonnier), à Illies, tenu du châtelain de Lille et consistant en un demi-bonnier de terre. A Frédéric de Melun, seigneur d'Illies, au commencement du XVIe siècle. Gamans, à Illies, fief vicomtier tenu du châtelain de Lille à dix livres de relief, comprenait dix bonniers de terre ahanable près du Moulin d'Illies et du lieu nommé le Martinoy, des rentes et plusieurs hommages.
Jeanne de Gamans, veuve de Louis d'Estaimbourg, possédait ce fief en 1456. En 1509, le bâtard de Melun, Frédéric, fils de Jean de Melun, seigneur d'Espinoy, était seigneur de Hingettes et de Gamans. Il eut pour successeur son fils, Pierre de Melun, seigneur de Cottenes, Saint Hilaire, Hingettes, Gamans, allié à dame Philippe de Bailleulmont. Leur fils, Hugues de Melun, chevalier, fut
seigneur d'Illies et de Gamans.
Le Hus, à Illies, fief vicomtier tenu du châtelain de Lille à dix livres de relief, comprenait sept mencaudées de terre, des rentes, les rejets et plantis sur les chemins et flégards du fief[pas clair]. Messire Estout d'Estouteville possédait ce fief du chef de sa femme Bonne de Herbamez, en 1456. Puis Jacques de Le Candèle, époux d'Isabelle Deliot, par achat ; leur fils Guillemot de Le Candèle, en 1504. Ensuite Jean de Buns, fils de Lancelot, en son vivant maître d'hôtel de Madame Honorine de Melun, douairière de Mastrecq.
Leauwe, à Illies, fief vicomtier tenu du châtelain de Lille à trente sous de relief, comprenait trois bonniers d'héritage et des rentes. Les possesseurs de ce fief étaient Colart Ly Auwe, en 1389 ; Porrus de Leauwe, chevalier, seigneur de Lambres et de Cambrin en 1456 ; Jeanne Du Pret, fille de Jacques et d'Isabeau Watepate, et épouse de Jean du Mez de Croix, 1505, seigneur de la Corbeillerie, à
Croix, mort sans génération ; Wallerand de Croix, du chef de sa femme, Catherine de Waes, fille de Laurent et de Marie Du Pret, dame de Triestres. Catherine de Waes était veuve de Jean de La Rivière, seigneur de Warnes, dont le fils Philippe de La Rivière, seigneur de Warnes, hérita du fief de Leauwe qu'il transmit à son fils Philippe, écuyer, seigneur de Warnes, lequel le releva en 1608. Willy et Gavelin, à Illies, fief vicomtier tenu du châtelain de Lille à 7 sous parisis de relief, consistait en rentes. Les possesseurs de ce fief furent successivement Jeanne de Lepierre,1389 ; Henri de La Vacquerie ; Pierre de La Vacquerie, son frère ; La dame de Rabodenghes, 1456 ; Bertrand de Beaufremez, écuyer, licencié ès-lois, 1504; — Jean de Zellebecque, dit Tacon, écuyer, seigneur de La Cessoye à Lambersart ; sa fille Jeanne de Zellebecque, épouse de Floris de Penin, écuyer. Le Transloy, à Illies, faisait originairement partie du domaine des châtelains, mais il en fut détaché avec le comté de Herlies, la ville de La Bassée et la terre de Garnin, pour former ensemble un seul fief sous le nom et titre de Comté de Herlies et seigneurie de La Bassée, à tenir directement de la salle de Lille, lequel fief fut vendu le 22 mai 1572.
Le Transloy, tenu de la salle de Lille en toute justice haute, moyenne et basse exercée par les hommes cottiers du lieu, lesquels allaient prendre conseil a la loi de La Bassée et connaissaient de tous cas criminels et civils et de toutes amendes jusqu'à soixante livres, consistait en rentes sur plusieurs hôtes et tenants qui devaient pour relief double rente au décès des hommes seulement, le
relief n'étant point dû au décès des femmes. L'Escoeul, à Illies, comprenait un manoir possédé par l'abbaye de Loos qui en tenait une partie en franc-alleu et tenait le reste en fief du Châtelain de Lille en justice de vicomte et à un éperon d'or de relief sans autre service ni redevance.

### Depuis la Révolution française
En 1802-1803, Illies fait partie des quelques communes du département du Nord où existe un culte protestant, de même qu'à Lecelles, Walincourt, Saulzoir...

#### Première Guerre Mondiale
Le village d'Illies a été envahi par l'armée allemande dès l'automne 1914 et a été occupé totalement par les Allemands jusqu'à la fin de 1918. Tout le village a évacué. Trois ans, quatre, voire cinq années de combat, d'exil, de séparation.
Ce sujet a été longuement étudié dans l'ouvrage "Illies, lieu de mémoire de la Grande Guerre".

### Situation administrative

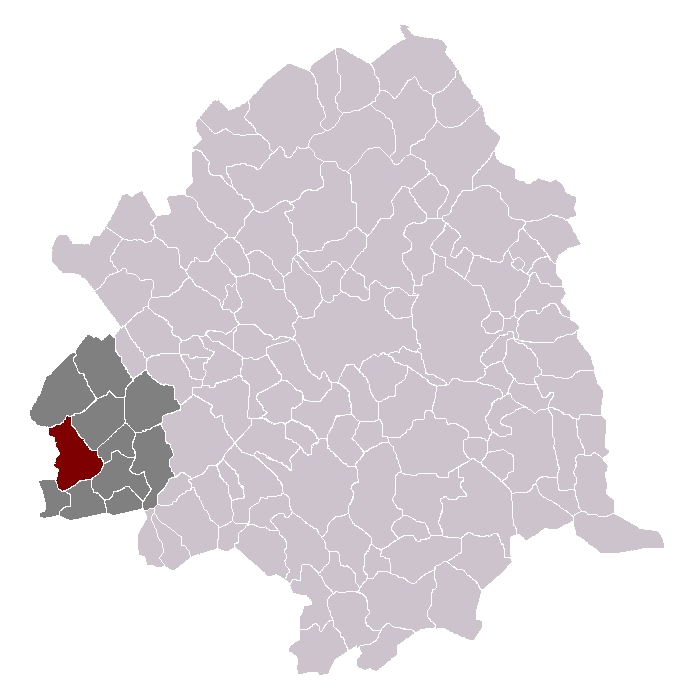
Illies dans son canton et son arrondissement.

## Politique et administration

### Liste des maires
Maire de 1802 à 1807 : P. A. Leblancq,.
Maire en 1881 : Leroy-Dubois.
Maire de 2001 à 2023 : Daniel Hayard.

Maire de 2023 et encore dans ses fonctions : Damien Hayard.
| Période                                  | Période  | Identité           | Étiquette | Qualité |
| ---------------------------------------- | -------- | ------------------ | --------- | ------- |
| Les données manquantes sont à compléter. |          |                    |           |         |
| octobre 1947                             | 1950     | Victor Delerue     |           |         |
| 1950                                     | 1970     | Jean Carle         |           |         |
| 1970                                     | 1973     | Marcel Malbranque  |           |         |
| 1973                                     | 1983     | Mme Victor Delerue |           |         |
| 1983                                     | 1989     | Roland Bacquet     |           |         |
| 1989                                     | 2001     | Eric Decramer      |           |         |
| 2001                                     | En cours | Daniel Hayart      | PS        |         |
| Les données manquantes sont à compléter. |          |                    |           |         |

### Instances judiciaires et administratives
La commune relève du tribunal d'instance de Lille, du tribunal de grande instance de Lille, de la cour d'appel de Douai, du tribunal pour enfants de Lille, du tribunal de commerce de Tourcoing, du tribunal administratif de Lille et de la cour administrative d'appel de Douai.

## Population et société

### Démographie

#### Évolution démographique
L'évolution du nombre d'habitants est connue à travers les recensements de la population effectués dans la commune depuis 1793. Pour les communes de moins de 10 000 habitants, une enquête de recensement portant sur toute la population est réalisée tous les cinq ans, les populations de référence des années intermédiaires étant quant à elles estimées par interpolation ou extrapolation. Pour la commune, le premier recensement exhaustif entrant dans le cadre du nouveau dispositif a été réalisé en 2007.

En 2022, la commune comptait 1 688 habitants, en évolution de +9,18 % par rapport à 2016 (Nord : +0,51 %, France hors Mayotte : +2,11 %).
| 1793  | 1800  | 1806  | 1821  | 1831  | 1836  | 1841  | 1846  | 1851  |
| ----- | ----- | ----- | ----- | ----- | ----- | ----- | ----- | ----- |
| 1 149 | 1 102 | 1 198 | 1 164 | 1 285 | 1 338 | 1 419 | 1 476 | 1 468 |

| 1856  | 1861  | 1866  | 1872  | 1876  | 1881  | 1886  | 1891  | 1896  |
| ----- | ----- | ----- | ----- | ----- | ----- | ----- | ----- | ----- |
| 1 451 | 1 540 | 1 609 | 1 514 | 1 450 | 1 416 | 1 388 | 1 363 | 1 368 |

| 1901  | 1906  | 1911  | 1921  | 1926  | 1931  | 1936  | 1946  | 1954  |
| ----- | ----- | ----- | ----- | ----- | ----- | ----- | ----- | ----- |
| 1 367 | 1 379 | 1 471 | 1 205 | 1 203 | 1 202 | 1 205 | 1 178 | 1 193 |

| 1962  | 1968  | 1975  | 1982  | 1990  | 1999  | 2006  | 2007  | 2012  |
| ----- | ----- | ----- | ----- | ----- | ----- | ----- | ----- | ----- |
| 1 198 | 1 236 | 1 156 | 1 083 | 1 194 | 1 258 | 1 388 | 1 406 | 1 409 |

| 2017  | 2022  | - | - | - | - | - | - | - |
| ----- | ----- | - | - | - | - | - | - | - |
| 1 624 | 1 688 | - | - | - | - | - | - | - |

#### Pyramide des âges
La population de la commune est relativement jeune.
En 2018, le taux de personnes d'un âge inférieur à 30 ans s'élève à 41,6 %, soit au-dessus de la moyenne départementale (39,5 %). À l'inverse, le taux de personnes d'âge supérieur à 60 ans est de 16,9 % la même année, alors qu'il est de 22,5 % au niveau départemental.
En 2018, la commune comptait 801 hommes pour 834 femmes, soit un taux de 51,01 % de femmes, légèrement inférieur au taux départemental (51,77 %).
Les pyramides des âges de la commune et du département s'établissent comme suit.
| Hommes | Classe d’âge | Femmes |
| ------ | ------------ | ------ |
| 0,4    | 90 ou +      | 1,1    |
| 2,4    | 75-89 ans    | 5,8    |
| 11,8   | 60-74 ans    | 12,1   |
| 18,6   | 45-59 ans    | 19,8   |
| 21,5   | 30-44 ans    | 23,2   |
| 19,7   | 15-29 ans    | 15,9   |
| 25,6   | 0-14 ans     | 22,1   |

| Hommes | Classe d’âge | Femmes |
| ------ | ------------ | ------ |
| 0,5    | 90 ou +      | 1,4    |
| 5,3    | 75-89 ans    | 8,1    |
| 14,8   | 60-74 ans    | 16,2   |
| 19,1   | 45-59 ans    | 18,4   |
| 19,5   | 30-44 ans    | 18,7   |
| 20,7   | 15-29 ans    | 19,1   |
| 20,2   | 0-14 ans     | 18     |

### Enseignement
Illies fait partie de l'académie de Lille.

### Sports

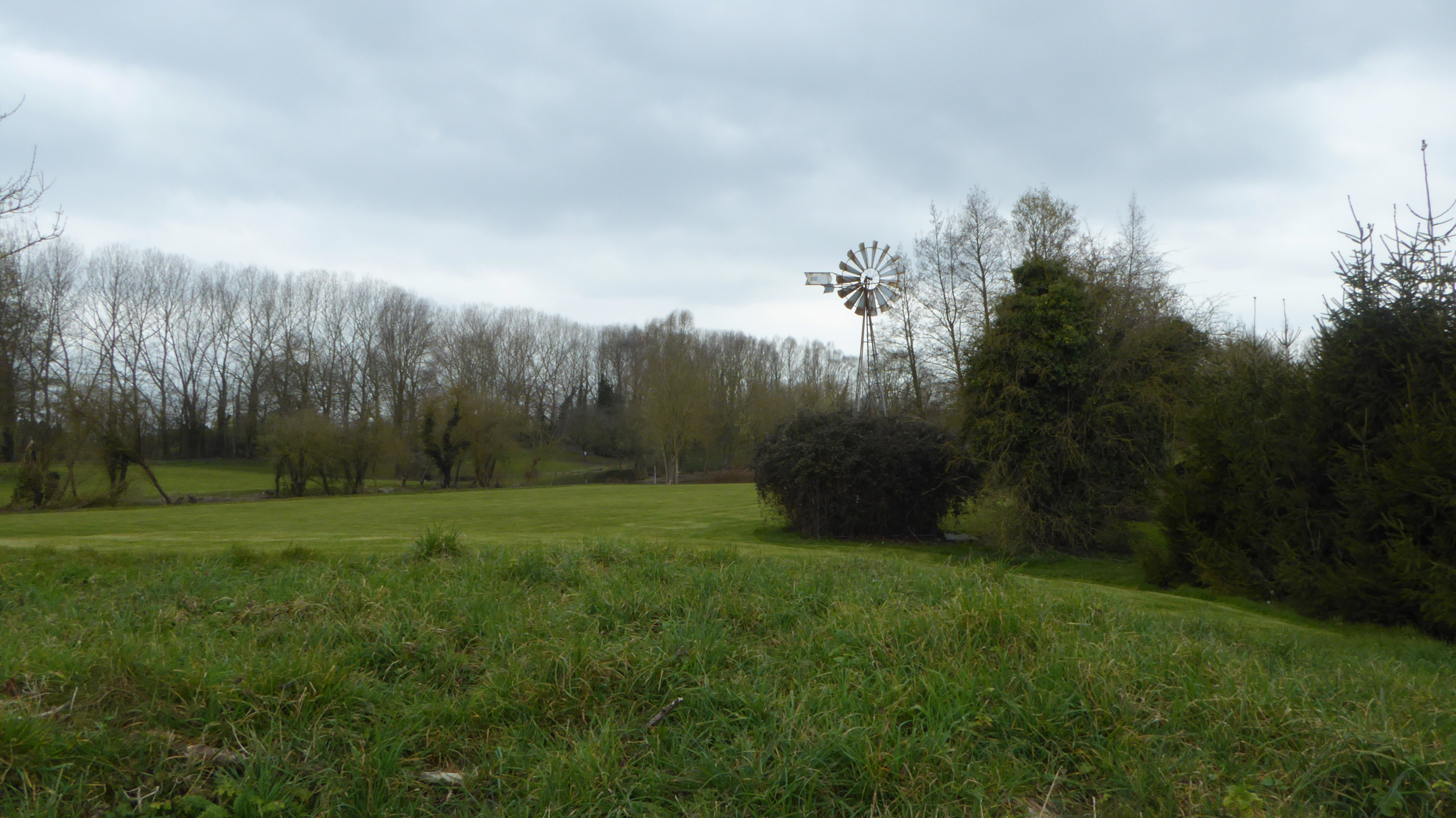
Illies Vert Parc Golf Club

- Le Vert Parc Golf Club .-[37].

## Culture et patrimoine

### Lieux et monuments
- L'église Saint-Vaast. Détruite au cours de la première guerre mondiale, elle a été reconstruite après 1918 sur l'emplacement de l'édifice néogothique de Charles Leroy, l'architecte de la basilique-cathédrale Notre-Dame-de-la-Treille de Lille.
- Le cimetière allemand de la première guerre mondiale où reposent 2 890 soldats allemands.
- La chapelle du village de Ligny-le-Grand

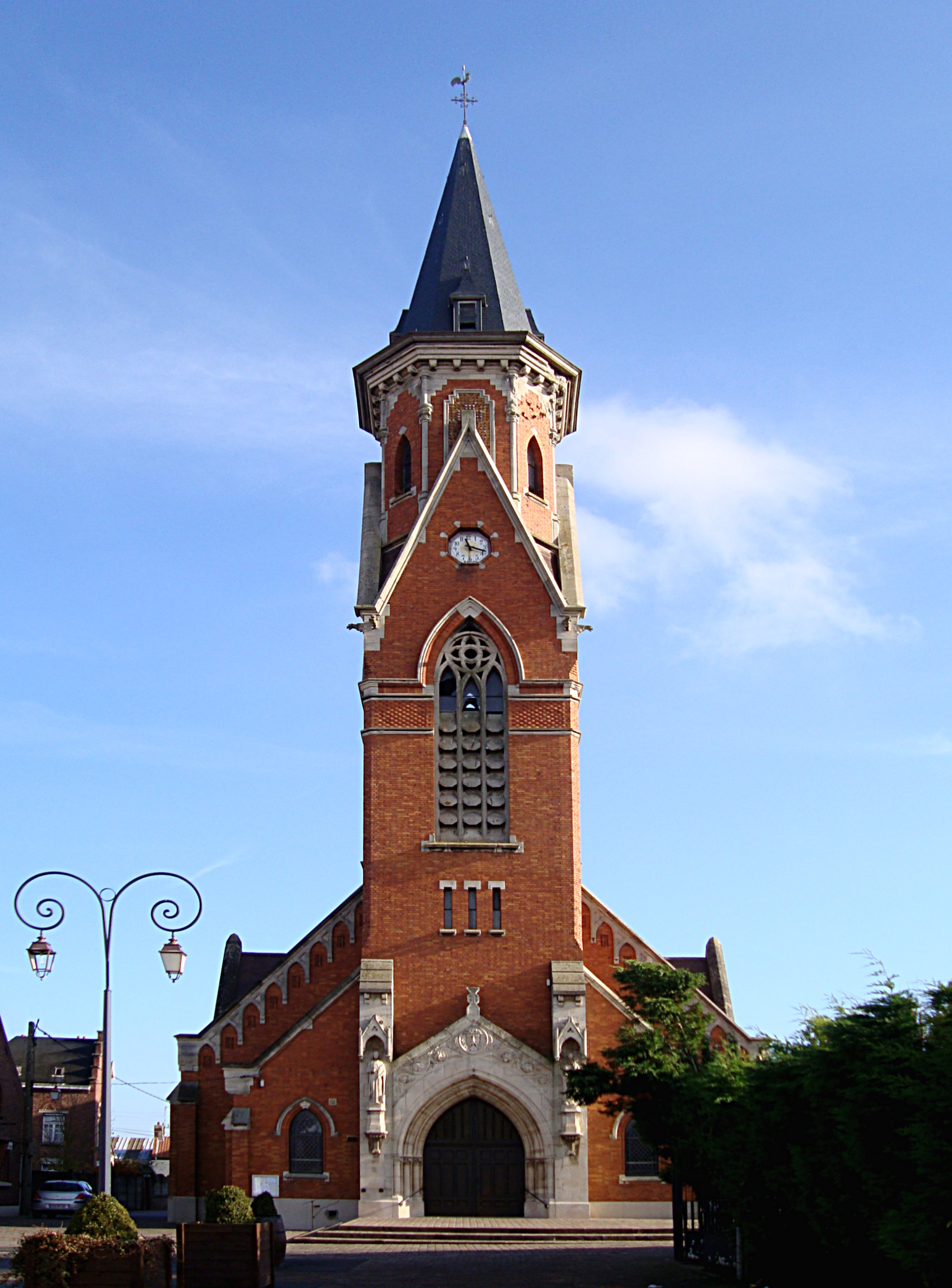
L'église Saint-Vaast
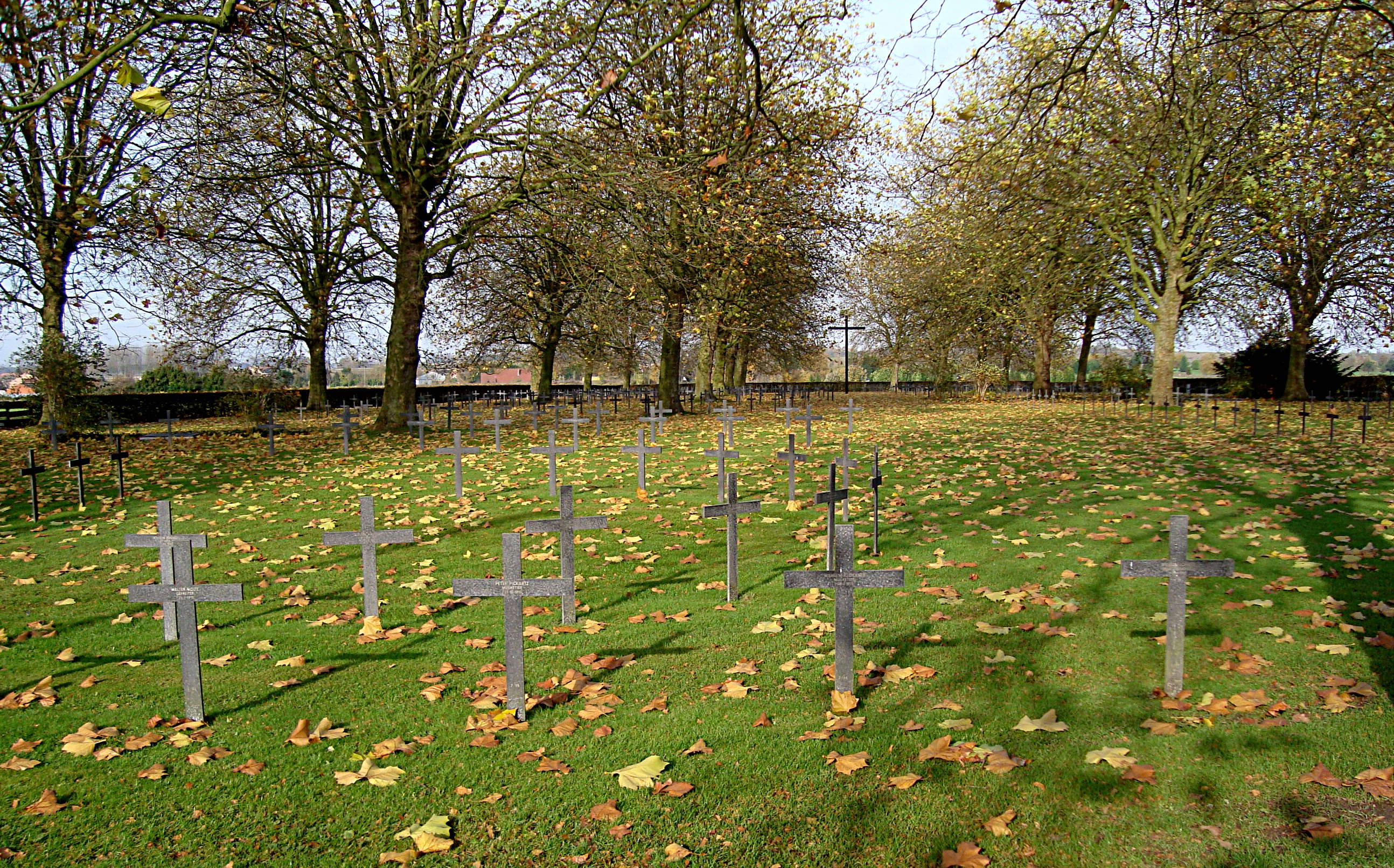
Le cimetière allemand
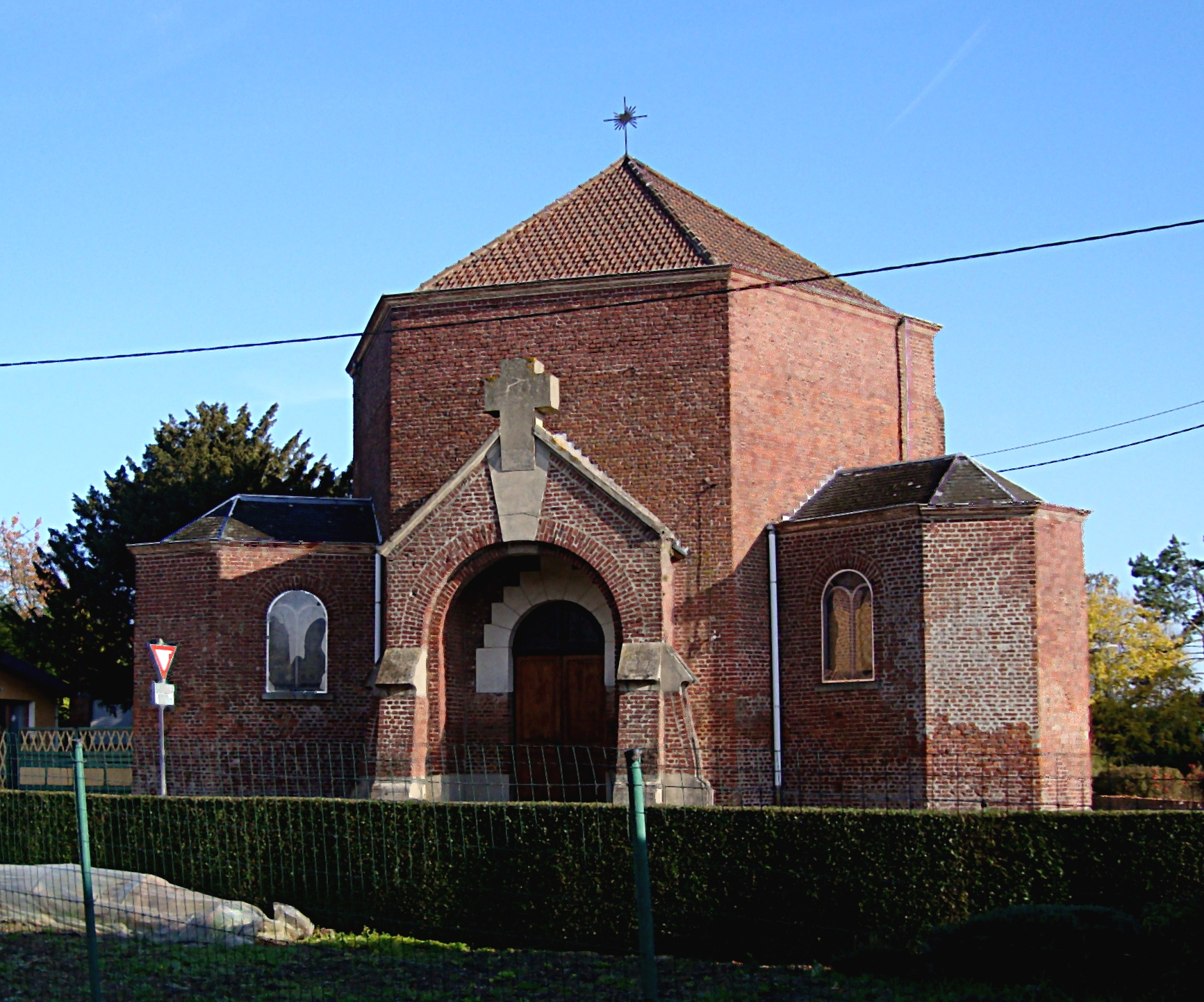
La chapelle de Ligny-le-Grand
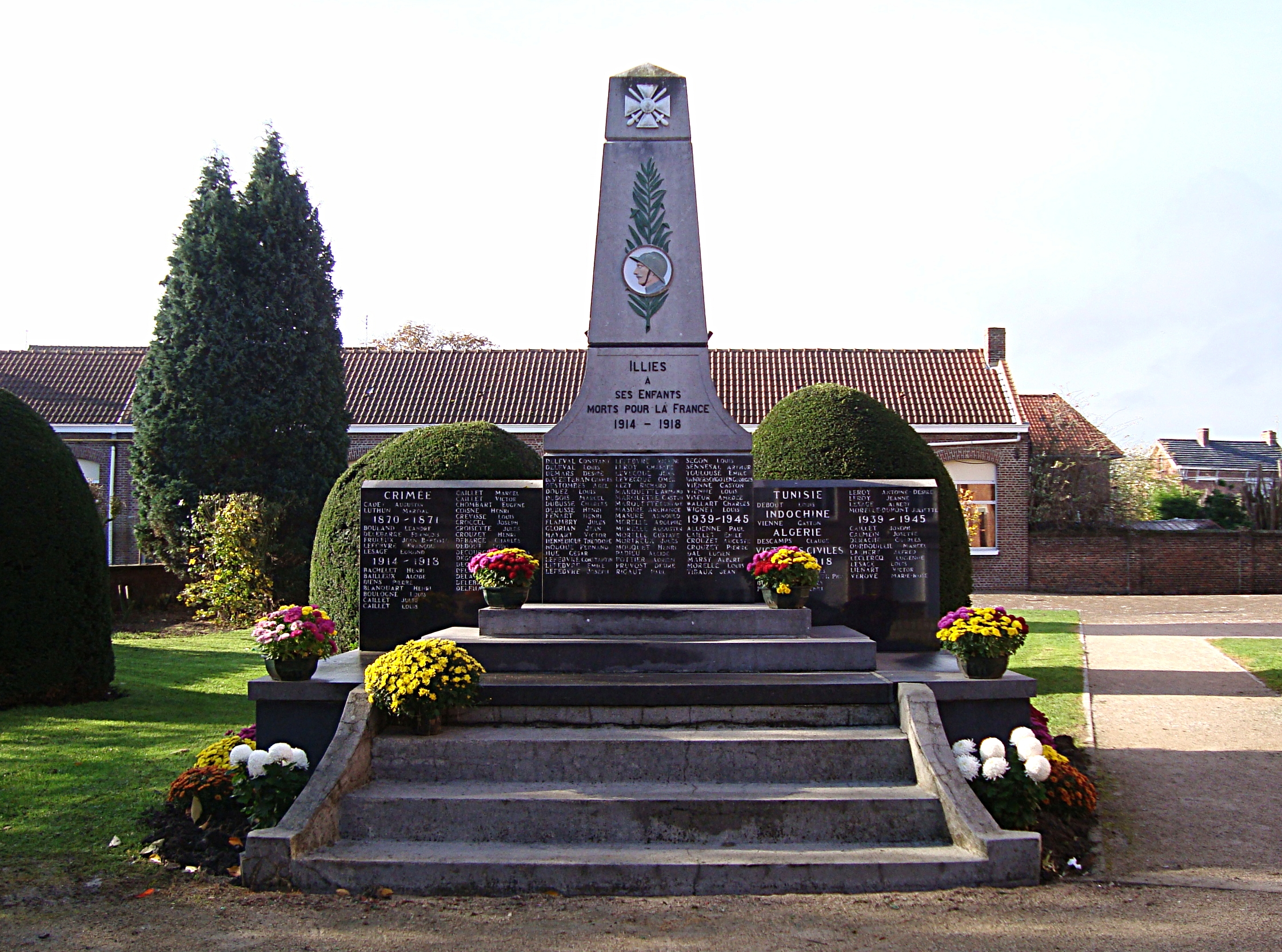
Le monument aux morts

### Personnalités liées à la commune
Chantal Dhennin-Lalart, docteure en Histoire et Civilisations (Laboratoire HLLI à ULCO[pas clair], Université Lille-III−Charles-de-Gaulle) a vécu une grande partie sa vie à Illies. Elle a publié plusieurs ouvrages sur ce village, dont La Mémoire de l'Écuelle ou Une certaine histoire d'Illies et du pays de Weppes.

### Héraldique
|  | Les armes d'Illies se blasonnent ainsi : « D'azur à sept besants d'or, 3, 3 et 1 au chef du même. » |

Le blason de Carvin est très ressemblant.

## Pour approfondir